# Сергеево (Вязниковский район)
Сергеево — деревня в Вязниковском районе Владимирской области России, входит в состав Паустовского сельского поселения.

## География
Деревня расположена в 8 км на север от центра поселения деревни Паустово и в 6 км на юг от города Вязники.

## История
В конце XIX — начале XX века деревня входила в состав Нагуевской волости Вязниковского уезда. В 1859 году в деревне числился 31 двор, в 1905 году — 43 двора. В 1909 году в деревне было открыто земское училище.
С 1929 года деревня входила в состав Лукновского сельсовета Вязниковского района, позднее в составе Пролетарского сельсовета. С 2005 года входит в состав Паустовского сельского поселения.

## Население
| 1859 | 1905 |
| ---- | ---- |
| 235  | 275  |

| 1859 | 1905 | 1926 | 2002 | 2010 | 2021 |
| ---- | ---- | ---- | ---- | ---- | ---- |
| 235  | ↗275 | ↗792 | ↘564 | ↘540 | ↗542 |

## Инфраструктура
В деревне расположена Сергеевская средняя общеобразовательная школа